# イダバーグス・ドゥイ・アンバラ
イダバーグス・ドゥイ・アンバラ（バリ語ラテン翻字: Ida Bagus Dwi Ambara、1993年5月3日 - ）は、インドネシアバリ州出身の日系インドネシア人のサッカー選手。ポジションは、ミッドフィールダー。豊田 健人もしくは豊田 ケント（とよだけんと、Kento Toyoda）の日本名も有する。ビーチサッカーのインドネシア代表として2023 AFCビーチサッカーアジアカップに出場した。

## 来歴
インドネシア人の父と日本人の母の間に生まれた。バリ島にあるペルセデン・デンパサールの下部組織出身。
2012年8月、日本の横河武蔵野FCに加入。公式戦の出場はなく、2013年限りで退団した。
2014年には当時3部のペルセデン・デンパサールに加入したが、学業のため2ヶ月で退団した。
2019年には豊田ケントとして通訳に従事していることが判明している。
バリのフットサルリーグであるAdvanced Futsal Leagueで活動していた2023年には、AFCビーチサッカーアジアカップにインドネシア代表として選出された。インドネシア代表は0勝3敗でグループリーグで敗退したが、3試合全てに出場している。

## 所属クラブ
- ペルセデン・デンパサールU-18
- 2012年8月 - 2013年  横河武蔵野FC
- 2014年  ペルセデン・デンパサール

## 個人成績
| 国内大会個人成績 | 国内大会個人成績 | 国内大会個人成績 | 国内大会個人成績 | 国内大会個人成績 | 国内大会個人成績 | 国内大会個人成績 | 国内大会個人成績 | 国内大会個人成績 | 国内大会個人成績 | 国内大会個人成績 | 国内大会個人成績 |
| 年度             | クラブ           | 背番号           | リーグ           | リーグ戦         | リーグ戦         | リーグ杯         | リーグ杯         | オープン杯       | オープン杯       | 期間通算         | 期間通算         |
| 年度             | クラブ           | 背番号           | リーグ           | 出場             | 得点             | 出場             | 得点             | 出場             | 得点             | 出場             | 得点             |
| 日本             | 日本             | 日本             | 日本             | リーグ戦         | リーグ戦         | リーグ杯         | リーグ杯         | 天皇杯           | 天皇杯           | 期間通算         | 期間通算         |
| ---------------- | ---------------- | ---------------- | ---------------- | ---------------- | ---------------- | ---------------- | ---------------- | ---------------- | ---------------- | ---------------- | ---------------- |
| 2012             | 横河武蔵野       | 30               | JFL              | 0                | 0                | -                | -                | 0                | 0                | 0                | 0                |
| 2013             | 横河武蔵野       | 34               | JFL              | 0                | 0                | -                | -                | 0                | 0                | 0                | 0                |
| 通算             | 日本             | 日本             | JFL              | 0                | 0                | -                | -                | 0                | 0                | 0                | 0                |
| 総通算           | 総通算           | 総通算           | 総通算           | 0                | 0                | -                | -                | 0                | 0                | 0                | 0                |